# Tu m'as sauvé la vie (film)
Pour plus de détails, voir Fiche technique et Distribution.
Tu m'as sauvé la vie est un film français en noir et blanc sorti en 1950. Il est réalisé par Sacha Guitry d'après sa pièce de théâtre. La distribution est analogue à celle de la pièce, à l'exception de Pauline Carton « cédant son rôle » à Luce Fabiole.

## Synopsis
Un baron misanthrope se prend d'amitié pour un clochard qui lui a sauvé la vie.

## Fiche technique
- Réalisation : Sacha Guitry, assisté de François Gir
- Scénario, adaptation et dialogues : Sacha Guitry (d'après sa pièce)
- Photographie : Noël Ramettre
- Décors : Nersès Bartau
- Montage : Raymond Lamy
- Son : Jean Bertrand
- Musique : Louiguy
- Production : Films Minerva
- Directeur de production : Charles Méré
- Tournage du 22 mai au 30 juin 1950
- Format : Noir et blanc - Muet - 1,37:1 - 35 mm - Son mono
- Durée : 89 minutes
- Genre : Comédie
- Dates de sortie en France :
  - le 20 septembre 1950 à Marseille
  - le 16 mars 1951 à Paris

## Distribution
- Fernandel : Fortuné Richard, le clochard
- Sacha Guitry : le baron de Saint-Rambert
- Lana Marconi : la marquise de Pralognan, infirmière privée du baron
- Jeanne Fusier-Gir : la comtesse de Morhange
- René Génin : Victor
- Georges Bever : Onésime
- Luce Fabiole : Irma
- Sophie Mallet : Célestine
- André Numès Fils : Eugène Labouille
- Robert Seller : le commissaire Leblondinay
- Roger Poirier : un infirmier
- Grégoire Gromoff : un infirmier
- Michel Malloire : Gérard
- Yannick Malloire : Marie-Claire